# Napoleon (1955)
Napoleon ist ein französisch-italienischer Monumentalfilm aus dem Jahre 1954 über die wichtigsten Lebensstationen Napoleon Bonapartes. Unter der Regie von Sacha Guitry spielte die größte Starriege, die je ein französischer Film aufzuweisen hatte.

## Handlung
“Napoleon ist gestorben!” so geht die Kunde, die sich bald wie ein Lauffeuer in ganz Paris verbreitet. Der alte, erfahrene Staatsmann Talleyrand, Diener vieler Herren Frankreichs der vergangenen 40 Jahre, sitzt mit Freunden zusammen und erzählt rückblickend über den machthungrigen und skrupellosen Gewaltherrscher, den er wie kaum ein anderer gekannt hat. Die folgenden drei Stunden zieht das Leben Napoleons wie in einem Bilderbogen vorbei, von seiner Geburt 1769 auf Korsika bis zu seinem schmählichen Ende als Gefangener der britischen Krone auf St. Helena. Station auf Station wird seine Vita beleuchtet: Die schweren Jahre der Kindheit, die Ausbildung an der Militärakademie von Brienne, die Verlobung in Toulon mit Désirée Clary, seine erste Ankunft in Paris. Dort begegnet der junge Bonaparte Joséphine de Beauharnais, die 1796 seine Ehefrau werden soll. Im selben Jahr kommt es zur Schlacht bei Arcole mit den Österreichern, in der sich General Bonaparte erstmals als taktisch versierter Feldherr unter Beweis stellen kann. Seine erfolgreich verlaufenden Feldzüge in Ägypten unterstreichen seinen jungen Ruhm und machen Bonaparte landesweit zu einem Nationalhelden. Mit seiner Ernennung zum Ersten Konsul der Republik erringt Napoleon faktisch die Alleinherrschaft über Frankreich. Im Dezember 1804 lässt er sich zum Kaiser der Franzosen krönen. 
Es folgen Schlachten auf Schlachten, Siege auf Siege: Ulm, Austerlitz, Preußisch Eylau, Wagram, Aspern. Nebenbei findet der Franzosenkaiser auch noch Zeit für Liebschaften und Romanzen. Die Tochter des letzten Kaisers des Heiligen Römischen Reichs deutscher Nation, Marie-Louise von Österreich, wird seine zweite Ehefrau, Éléonore Denuelle seine Geliebte. Aus einer weiteren Liebschaft mit Maria Walewska, einer polnischen Gräfin, geht ein Kind hervor. Die Hoffnung der Polin, dass Napoleon zugleich ihrer geknechteten Heimat die staatliche Unabhängigkeit bringt, wird jedoch enttäuscht. Nach seinem verlustreichen Vordringen bis in das Herz Russlands wendet sich Napoleons Kriegsglück, sein Heer verblutet in den endlosen Weiten des Zarenreichs und erfährt beim Rückzug durch Preußen weitere schwere Verluste. Schließlich folgt sein erstes Exil auf die Insel Elba, gefolgt von dem Versuch, mit der Rückkehr auf das französische Festland die Kontrolle im Rahmen der Herrschaft der Hundert Tage wiederzuerlangen. In der Schlacht bei Waterloo erlebt Napoleon seine endgültige Niederlage und wird von den Briten auf die Insel St. Helena verbannt, wo er einsam und verbittert 1821 stirbt.

## Produktionsnotizen
Napoleon wurde vom 14. Juni bis zum 30. Oktober 1954 gedreht. Das im Original über dreistündige Spektakel wurde am 25. März 1955 uraufgeführt und ab dem 30. März 1956 auch in Deutschland gezeigt. Dort wurde der Film auf 105 Minuten extrem heruntergekürzt. Nach seinem schauprächtigen Bilderbogen über Frankreichs Glanz und Gloria des 18. Jahrhunderts, Versailles – Könige und Frauen (1953), versuchte Guitry mit seiner neuen ambitionierten Großproduktion den im Vorjahr entstandenen Filmbilderbogen bezüglich Optik wie Ausmaße noch zu übertrumpfen.
Zahlreiche Aufnahmen entstanden an (vor allem französischen) Originalschauplätzen wie Schloss Malmaison, Schloss Fontainebleau und Schloss Versailles. Auch die Schlachtfelder von Austerlitz und Waterloo sollen Drehorte gewesen sein.
Ghislain Cloquet assistierte Chefkameramann Pierre Montazel. René Renoux schuf die Filmbauten. Die zahllosen historischen Kostüme entwarfen Monique Dunan, Paulette Coquatrix und Jacques Cottin. Der 17-jährige Sami Frey gab hier mit einer winzigen Rolle sein Filmdebüt.
Regisseur Guitry spielte hier erneut den Staatsmann Talleyrand, den er bereits 1948 in seinem Film Der hinkende Teufel dargestellt hatte. O. W. Fischer und Maria Schell, das Liebespaar des deutschen Films der 1950er Jahre schlechthin, standen auch in dieser Produktion (ohne eine gemeinsame Szene zu haben) zusammen vor der Kamera.
Lana Marconi, die die Maria Walewska verkörpert, war die damalige Ehefrau Guitrys.
Die Auftritte zahlreicher weiterer Stars fielen der Schere zum Opfer. Um den Film nicht noch länger werden zu lassen, wurden die Szenen mit folgenden bekannten Mitwirkenden aus der französischen Originalfassung entfernt:
- Françoise Arnoul. Sie spielte ein Mädchen im Königspalast
- Eleonora Rossi Drago. Sie spielte Pauline Fourès
- Raymond Bussières. Er spielte Raoul Passementier
- Corinne Calvet. Sie spielte Madame Récamier
- Fernand Ledoux. Er spielte Lazare Carnot
- Gaby Morlay. Sie spielte Madame de Blanchetière
- Silvana Pampanini. Sie spielte die Opernsängerin Giuseppina Grassini

## Synchronisation

### Erste Synchronisation
Nachfolgend die deutschen Stimmen der von Wolfgang Wehrum hergestellten Originalsynchronisation von 1956:
| Rolle                       | Darsteller        | Synchronsprecher       |
| --------------------------- | ----------------- | ---------------------- |
| Napoleon                    | Raymond Pellegrin | Arno Assmann           |
| Bonaparte                   | Daniel Gélin      | Arno Assmann           |
| Talleyrand                  | Sacha Guitry      | Walter Holten          |
| Josephine de Beauhernais    | Michèle Morgan    | Eleonore Noelle        |
| Marie-Louise von Österreich | Maria Schell      | Maria Schell           |
| Eleonore Denuelle           | Danielle Darrieux | Eva Maria Meineke      |
| Graf von Montholon          | Jean Marais       | John Pauls-Harding     |
| Barras                      | Pierre Brasseur   | Werner Lieven          |
| Bourrienne                  | Bernard Dhéran    | Ernst Fritz Fürbringer |

### Zweite Synchronisation
Nachfolgend die deutschen Stimmen der von Werner Uschkurat hergestellten Neusynchronisation aus dem Jahre 1971:
| Rolle                       | Darsteller        | Synchronsprecher     |
| --------------------------- | ----------------- | -------------------- |
| Napoleon                    | Raymond Pellegrin | Hans-Michael Rehberg |
| Bonaparte                   | Daniel Gélin      | Hans-Michael Rehberg |
| Talleyrand                  | Sacha Guitry      | Robert Klupp         |
| Josephine de Beauhernais    | Michèle Morgan    | Eva Pflug            |
| Marie-Louise von Österreich | Maria Schell      | Maria Schell         |
| Eleonore Denuelle           | Danielle Darrieux | Karin Kernke         |
| Désirée Clary               | Dany Robin        | Gudrun Vaupel        |
| Murat                       | Henri Vidal       | Wolfgang Hess        |
| Graf von Montholon          | Jean Marais       | Horst Naumann        |
| Marschall Lefebvre          | Yves Montand      | Harald Juhnke        |
| Marschall Lannes            | Jean Gabin        | Horst W. Krause      |
| Hortense de Beauharnais     | Micheline Presle  | Petra Unkel          |
| Lucien Bonaparte            | Serge Reggiani    | Manfred Schott       |
| Hudson Lowe                 | Orson Welles      | Walter Reichelt      |
| Caulaincourt                | Roger Pigaut      | Hans Quest           |

Diese erste Fernsehausstrahlung fand zur besten Sendezeit (20.15 Uhr) in der ARD am Ostermontag, dem 12. April 1971 statt.

## Kritiken
„Der greise Causeur Sacha Guitry hat seine Napoleon-Biographie so patriotisch wie trotzig, dagegen kaum geistreich oder gar unterhaltend verfaßt und inszeniert. Die Originalschauplätze der Historie wurden aufgesucht, berühmte Gemälde in Eastman-Color nachgeahmt. Weltstars tun in winzigen Episodenrollen mit, wenn nicht gar als Statisten. Es kamen fast nur Siege des Korsen ins Bild und von seinen Niederlagen wenigstens die heroischen Seiten. Kurz nach dem Ägyptenfeldzug schrumpft Napoleon überraschend ein und tauscht seinen Langschädel in einen Kugelkopf um. An dieser Stelle hat Raymond Pellegrin die Hauptrolle von Daniel Gélin übernommen, ein Experiment, das bei zwei Schauspielern von etwa gleichem Alter, aber so verschiedenartigem Äußeren nur mißglücken konnte.“

Im Lexikon des Internationalen Films heißt es: „Ein gewaltiges Fresko mit den geschliffenen Texten des subtilen Formulierers Guitry, eine Superproduktion mit allen Schauspielern, die damals in Frankreich Rang und Namen hatten. Bunt, überlang (im Original 183 Minuten!) und stellenweise unfreiwillig komisch.“

„In den 50er Jahren nahm Guitry gelegentlich Abstand von der Inszenierung eigener Stücke und verfilmte, in größter Prachtentfaltung, historische Bilderbögen von hohem Schauwert, die kritiklos Frankreichs Glanz und Glorie und den französischen Imperialismus des 17. bis 19. Jahrhundert feierten, wie „Versailles – Könige und Frauen“ und „Napoleon“.“

„Der offizielle Ruhm kam erneut über ihn wie ein Heiligenschein mit Si Versailles m'était conté (1954), Napoléon (1955), Si Paris nous était conté (1956), schwere Maschinen, Umzüge von Schauspielern, die, zuweilen, an Langeweile grenzten.“